# Ники Литл
Ники Литл (енгл. Nicky Little; 13. септембар 1976) бивши је фиџијански рагбиста. У професионалној каријери која је трајала 17 година, променио је много клубова. Играо је у лигама у Француској, Италији, Енглеској, Велсу и на Новом Зеланду. Највећи траг оставио је у енглеском премијершипу. Имао је 19 година, када је дебитовао за репрезентацију Фиџија против "спрингбокса" у тест мечу. Играо је на 2 светска првенства (2003, 2007). Завршио је каријеру у екипу у којој је и почео, а то је Кантербери. Најбољи је поентер у историји репрезентације Фиџија (670 поена) и и убраја се у најбоље фиџијанске рагбисте свих времена. Тренутно ради као помоћни рагби тренер у репрезентацији Фиџија и у Кантерберију. 